# アウクスブルク - リンダウ線
アウクスブルク - リンダウ線（アウクスブルク - リンダウせん、ドイツ語: Bahnstrecke Augsburg–Lindau）はドイツ・バイエルン州のアウクスブルクと同州のリンダウを結ぶ鉄道路線で、バイエルン王立鉄道南北線の一部として建設された。ミュンヘン - ブーフローエ区間およびブーフローエ - リンダウ区間はバイエルン・アルゴイ線（Bayerische Allgäubahn）と呼ばれる。電力施設は2017年2月の基準で2020年まで建設される予定である。

## 沿線概況
列車は自動車道A96の下を通過して旧プフォルツェン駅まで直線で走行する。その後この路線はカウフボイレン駅まで低い傾斜と緩慢な曲線で続く。ビーセンホーフェン駅にビーセンホーフェン - フュッセン線が分岐し、列車は直線に続いて走行する。ギュンツアッハ駅まで高い勾配とアイトラングの曲線区間があり、両駅の高低差は100 mほどである。ギュンツアッハ駅の東側にこの路線は海発825 mの最高点に至る。列車はケンプテン中央駅までいくつかの曲線区間を経て低いところへ走行する。ケンプテン （アルゴイ） 市内でイラー谷線とアウサーファーン線がこの路線に合流して、列車はイラー川を渡りケンプテン中央駅に着く。
この路線はイラー川と平行に続き、マーティンスツェル駅に至る。列車はそこから三つの曲線区間を通過しイメンシュタット駅に至る。イメンシュタットでオーバーストドルフ方向の鉄路がリンダウの反対方向で分岐する。
列車は右の曲線を通過し大アルプ湖 （Großer Alpsee） の北側・東側の湖岸を走って、ドナウ河・ライン河の分水嶺に至る。この路線はそこがら右側の曲線でオーバーシュタウフェントンネルへ通じる。オーバーシュタウフェン - 旧ハーバツホーフェン区間で列車は上アルげ川に平行に下がって、その川を左向きの曲線で渡る。列車はいくつかの曲線区間を通過し、レンテルスホーフェン土手道を経てロェテンバッハ（アルゴイ）駅に至る。レンテルスホーフェン土手道は約500 m長さの高架橋の代わりに、1853年10月に完工された構造物である。列車は左側の曲線とハイメンキルヒ駅を通過して、二つの弓形曲線区間を経てヘルガツ駅に到着する。この駅でキスレク - ヘルガツ線が分岐して電化区間がここから再び始まる。
この路線は旧レーリンス駅まで直線及ぶ右の曲線で続き、リンダウ島駅までの標高差は二つの弓形曲線で150 mほどになる。リンダウ・エシャッハでボーデン湖線はこの路線から分岐し、フォアアールベルク線がこの路線と合流する。列車はボーデン湖の土手道の経路でリンダウ島に入り、終着駅のリンダウ島駅に到着する。

## 歴史

### ルートヴィヒ南北鉄道
鉄道敷設に関する法案は1843年8月25日にミュンヘンで通過された。「ルートヴィヒ南北鉄道」の総建設経費は5150万グルデンで、その中3300万グルデンの予算がアウクスブルク - ホーフ区間に編成された。工事期限は10年以内と決められた。1841年7月1日にフォン・パウリ（Friedrich August von Pauli, 1802−1883）とフォン・ドニー（Paul Camille von Denis, 1795−1872）が南北鉄道工事の監督職務を引き受けたが、フォン・ドニーは翌年監督職を辞任してプファルツ鉄道の建設地へ転勤した。バイエルン・アルゴイ線は1847年9月1日ルートヴィヒ南北鉄道（Ludwig-Süd-Nord-Bahn）のアウクスブルク - カウフボイレン区間の開業で生成された。1852年4月1日カウフボイレン - ケンプテン区間は開通した時に、南北鉄道はルートヴィヒ国王橋を通じて頭端式ホームの旧ケンプテン駅に至った。1854年3月1日エシャッハ - リンダウ区間の開通でルトヴィヒ南北鉄道は全区間にかけて開業された。
1904年から1906年まで上イラー鉄道橋が既存のルートヴィヒ国王橋の隣で建設された。複線化は1907年頃完了した。

### ドイツ連邦鉄道時代
1960年代中期にV200形ディーゼル機関車の投入でミュンヘン - リンダウ区間の運行時間は30分ほど減少した。それまでアルゴイ線には蒸気機関車がほとんど使用された。王立バイエルン邦有鉄道S3/6型蒸気機関車は数十年間国内・国際特急列車に使用され、1967年当時に急行のD列車を牽引した。
1954年から1958年まで軌陸バス（Schienen-Straßen-Omnibus）がプフォルツェン - ビーセンホーフェン区間に投入された。このバスはアウクスブルク - プフォルツェン区間には道路を走行し、ビーセンホーフェンからマルクトオーバーストドルフ経由ロースハウプテンまで線路の上を通行した。そこからフュッセンまでバスは道路を走行した。
1989年ニュルンベルク - ミュンヘン高速線が計画された際に、アウクスブルク - イニンゲン区間を共有させ、ハスペルモールで既存のミュンヘン - アウクスブルク線と接続させる方案が検討された。

### ドイツ鉄道時代
2003年からアレクス快速列車はこの路線に導入された。アレクス（Alex）は最初ではアルゴイ特急の略字だったが、2007年末から2010年アリヴァ特急から由来することだった。2006年12月の定期時刻表変更の際に、「アルゴイ＝フランケン急行列車（Allgäu-Franken-Express）」が導入されて、ICE列車路線の一部を取って代わった。
2011年初一部区間で曲線軌道の列車速度制御技法（Neigetechnik）は確立され、160 km/hの運行は可能になった。2014年12月時刻表改正の時にDB245形ディーゼル機関車と制御装置付きの二階建て客車はミュンヘン - フュッセン、ミュンヘン - メミンゲン路線に投入され、既存の218形機関車とN客車が置き換わることになった。2016年オーバーシュタウフェントンネルは改修され、長さは160 mまで増加した。
アルゴイ線の電化はドイツ連邦鉄道により1975年既に計画され、2006年6月に連邦交通大臣であったティーフェンゼーがスイスのプロジェクトで7500万フランを負担する方案を承諾した。2008年2月に大臣はスイス側のロイエンベルガーとメミンゲンで、ミュンヘン - メミンゲン - リンダウ経路の改修と非電化区間の電気施設設置という内容の合議書に署名した。この合議はこの路線にとって、ゲルテンドルフ - ブッフローエ区間とヘルガツ - リンダウ区間のみが利益を取ることを意味する。2009年のカイドラインの変更の後で線路土台深さの必要条件が走行速度の上向の場合10％ずつ増加して、それが計画段階遅延の主要原因であった。2018年3月23日に象徴的な起工式がメミンゲンで行われて、工事は本格的に実行された。リンダウ・ロイティン駅の改修工事起工式は2019年7月23日に行われた。2年半の工事期間が経過した後で、スイス連邦鉄道のETR 610高速列車の試運転が2020年10月に行われた。

## 運行形態

### 旅客運送
2020年12月にユーロシティー列車はゲルテンドルフ - リンダウ区間の改修および電化のために、ECE列車に置き換えられた。ECE88列車はヘルガツ - リンダウ島駅区間には停車しない。
- IC 26: ハンブルク・アルトナ - ハノーヴァー - ゲッティンゲン - カッセル・ヴィルヘルムスホェーエ - ヴュルツブルク - アウクスブルク - ブーフローエ - ケンプテン - イメンシュタット - オーバーストドルフ。一日一往復。

アウクスブルク - シュヴァープミュンヘン区間ではアウクスブルク運輸・運賃連合（Augsburger Verkehrs- und Tarifverbund）の管轄下にある。オーバーシュタウフェン - リンダウ区間はボーデン湖・オーバーシュヴァーベン運輸連合（Bodensee-Oberschwaben Verkehrsverbund、bodo）の運賃システムにより管理されている。
- 快速列車（RE 7/RE 17）: （ニュルンベルク - ドナウヴォェルト -）アウクスブルク - ブーフローエ - カウフボイレン - ケムプテン - イメンシュタット - リンダウ/オーバーストドルフ。120分ごと。
- 快速列車（RE 70/RE 76）: ミュンヘン - カウファーリング - ブーフローエ - カウフボイレン - ケンプテン - イメンシュタット - リンダウ・ロイティン / オーバーストドルフ。120分ごと。イメンシュタット駅でリンダウ行き列車とオーバーストドルフ行き列車が分割される。
- 快速列車（RE 71/RE 73）: アウクスブルク - ボービンゲン - シュヴァープミュンヘン - ブーフローエ - テュルクハイム - メミンゲン / バート・ヴォェーリスホーフェン。120分ごと。使用車両はDB642形気動車。テュルクハイム（バイエルン）駅でメミンゲン行き列車とバート・ヴォェーリスホーフェン行き列車が分割される。
- 快速列車（RE 75）: ウルム - イラーティッセン - メミンゲン - ケンプテン - マルティンスツェル - イメンシュタット - オーバーストドルフ。60分ごと。 使用車両はDB633形気動車。
- 快速列車（RE 79）: アウクスブルク - ボービンゲン - シュヴァープミュンヘン - ブーフローエ - カウフボイレン - ビーセンホーフェン - ギュンツアッハ - ケンプテン。60分/120分ごと。
- 快速列車（RE 96）: ミュンヘン - ブーフローエ - メミンゲン - キスレク - ヘルガツ - リンダウ島駅 - リンダウ・ロイティン。120分ごと。ÖBB系列アルヴェリオ運用。使用車両はFLIRT三世代電車。
- 普通列車（RB 68）: ミュンヘン - ミュンヘン・パージング - ゲルテンドルフ - ブーフローエ - カウフボイレン - ビーセンホーフェン - マルクトオーバードルフ - フュッセン。120分間隔。バイエルン地方鉄道（Bayerische Regiobahn, BRB）運用[15]。使用車両はコラディア・リント41、54或いは81気動車。
- 普通列車（RB 69）: アウクスブルク - アウクスブルク見本市 - イニンゲン - ボービンゲン - カウフェリング - ランツベルク（レヒ）。60分ごと。バイエルン地方鉄道運用。使用車両はLINT41。
- 普通列車（RB 77）: アウクスブルク - ボービンゲン - ブーフローエ - カウフボイレン - ビーセンホーフェン - マルクトオーバードルフ - フュッセン。120分ごと。バイエルン地方鉄道所属[15]。使用車両はコラディア・リント41、54或いは81気動車。
- 普通列車（RB 92）: メミンゲン - キスレク - ヘルガツ - リンダウ島駅。120分ごと。ÖBB系列アルヴェリオ運用。使用車両はRE96と同じ。

### 貨物運送
国際的な貨物運送の部門でこの路線はあまり重要な役割を離さない。それでもアールベルク線の通行不可の場合、この路線は迂回路として用いられる。地元の企業から貨物列車は紙類、石油などを毎週輸送している。